# Délocalisation
 (décembre 2017).

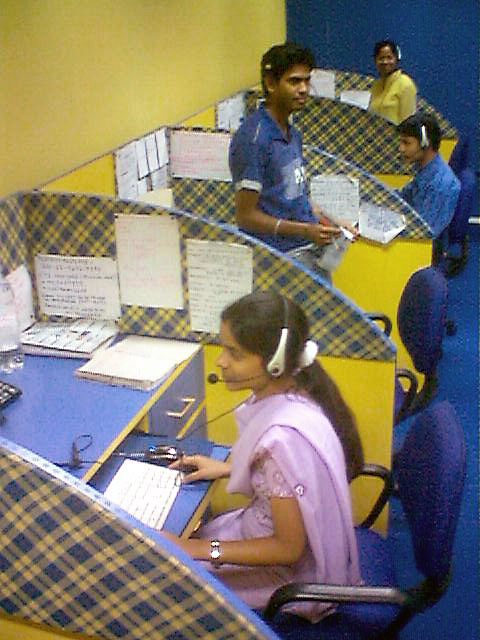
Centre d'appel indien.

La délocalisation, en anglais offshoring, est le transfert, par une entreprise d'activités, de capitaux et d'emplois dans des régions du monde offrant pour elle un avantage compétitif du fait :
- soit de coûts plus bas (main-d'œuvre peu coûteuse, meilleur accès aux ressources naturelles, fiscalité moins élevée, réglementations sociale et environnementale moins exigeantes) ;
- soit d'un pôle de compétence technologique, ou du moins de personnel plus qualifié ;
- soit d'infrastructures mieux adaptées ou d'un environnement plus attrayant.

La délocalisation, et son contraire la relocalisation, sont les deux possibilités de choix de localisation des activités productives de biens et de services. Facteur fondamental de l'aménagement du territoire, elles sont le domaine d'étude de la géographie économique. Pour les entreprises, ce choix se fait en fonction de l'attractivité des territoires. Pour les gouvernements, le choix de localisation se fait en fonction d'autres critères souvent opposés comme les recettes fiscales et sociales, le plein emploi, la synergie économique et technique, la répartition démographique, l'utilisation des infrastructures et des équipements existants, etc. L'ancrage territorial des entreprises permet de renforcer la sédentarité de celles-ci.

## Définition de la délocalisation

### Définition
La délocalisation consiste à l'abandon d’une activité de production nationale, le transfert de cette activité vers une unité de production à l’étranger et l'importation de la partie de la production réalisée à l’étranger destinée au marché national ou local.
Selon Philippe Villemus, auteur de Délocalisations, aurons-nous encore des emplois demain ? (Seuil, 2005), « la délocalisation est la séparation entre les lieux de production et de consommation. Autrement dit, les produits sont fabriqués dans un lieu différent de celui où ils sont consommés ».
Concernant cette épineuse question de définition, Brahim Labari, sociologue marocain ayant consacré sa thèse de doctorat de sociologie à cette question, écrit : « La complexité d’une telle définition tient à la multiplicité des formes voisines, comme les investissements directs étrangers (IDE) ou la prise de participation dans une entreprise locale. Elle tient aussi à l’importance de la délocalisation selon le secteur d’activité concerné. La différence existe entre une filiale d’une grande entreprise de fabrication des ordinateurs et une unité des costumes ou des jouets. L’impact est inégal que ce soit en termes d’emplois perdus ici et gagnés là, ou en ce qui concerne la capacité de l’entreprise à faire face à la concurrence. Il est d’usage de commencer par l’étymologie car elle donne déjà une indication sur le terme et ce de quoi il est composé et ce à quoi il renvoie.
Étymologiquement, il s’agit de changer un « local » pour un autre considéré comme étant plus rentable. Le suffixe « local » permet d’inclure aussi bien les transferts d’une ville ou d’une région à une autre à l’intérieur d’un même pays, que d’un pays à un autre, voire d’un continent à un autre. Dans sa conception la plus stricte, le terme « délocalisation » signifie la fermeture d’une usine sur le plan national et son transfert à l’étranger suivi de la réimportation de la production. Jean Arthuis avance la définition suivante : « Les délocalisations industrielles consistent à séparer les lieux de production ou de transformation de marchandises des lieux de consommation » (Arthuis, 1993). Si cette définition suffit à différencier les délocalisations des multinationales, elle paraît trop schématique pour être validée. D’autres définitions sont proposées et ont en commun d’insister davantage sur les lieux de provenance. Il s’agit, entre autres, du sens que retiennent les économistes, les statisticiens et les hommes politiques (Tapia, 1995, p. 10). Mais il faut convenir que les délocalisations ne sont nouvelles que dans la forme. Quelques exemples qui vont dans le sens de cette affirmation. « Quand voyagent les usines » ouvrage capital dans lequel Alain Wisner (1985), ergonome français, a décrit comment les transferts de technologie s’accompagnent du transfert de la culture de ses concepteurs : « La technologie est une grande culture et non une science. Pour faire du transfert, il faut un émetteur et un récepteur, et si le récepteur ne peut pas avoir le même langage, la même compréhension que vous, il n’y aura pas de transfert ». Ce faisant, cet auteur élabore le paradigme de l’anthropotechnologie pour comprendre le bien-fondé de ces transferts. Il insiste à juste titre sur les formes sociales d’appropriation des objets techniques à travers une triade de comportements (par exemple rejet, acceptation, adaptation). Ces transferts sont inhérents au système capitaliste et obéissent aux stratégies expansionnistes des entreprises. Ce qui est nouveau c’est l’environnement qui favorise leur expansion et légitime leur bien-fondé et dont les NTIC (nouvelles technologies de l’information et de la communication) ne sont que le dernier avatar. On peut également faire valoir la théorie des « avantages comparatifs » chère à David Ricardo, économiste anglais, qui consiste à ce que chaque nation a intérêt à se spécialiser dans une production donnée pour être compétitive et partant jouer une carte gagnante dans le commerce international. L’évolution des rapports entre le Nord (pays riches) et le Sud (pays pauvres) entraîne la transformation du processus de la délocalisation, voire son inversion. On parle alors de la « relocalisation » comme en témoigne le cas des quatre dragons asiatiques. Dans la mesure où leurs économies se développent avec des taux de croissance élevés, leurs importations croissent et leurs niveaux de salaires se rapprochent des niveaux occidentaux : on assiste alors à des délocalisations à rebours de certaines de leurs productions. Les formes apparentes de délocalisations industrielles largement éprouvées avec ses coûts, ses avantages, ses acteurs, ses logiques marchandes si familières concourent à déformer ses perceptions, ses représentations, sa légitimation, ses ressorts cachés et ses incidences dans les pays du Sud. Le facteur culturel et sociétal me paraît central pour comprendre ce phénomène dans ses impacts sur l’organisation du travail car il est la trame de la rencontre de deux modèles : un modèle d’organisation importé, supposé englué dans une sorte de rationalité économique universelle (c’est la théorie de la convergence), et un modèle culturel « indigène » faisant sens aux populations locales (ce sont les paradigmes alternatif à cette théorie). La définition pour laquelle je vais opter complète bien évidemment les précédentes avec une posture sociologique. En effet, à l’aune des définitions précédemment évoquées, que ce sont des définitions à contenu économique et à controverse politique, cette perspective retenue n’est pas complétée par une démarche monographique de type ethnographique, c’est-à-dire la description et l’observation qui est à la base même de notre méthode, c’est-à-dire une « descente » vers les configurations locales pour voir comment les populations « ordinaires », les salariées, la main-d’œuvre locale, ressentent et se représentent l’économie mondialisée à la lumière de l’organisation du travail au sein de ces entreprises délocalisées ». In Brahim LABARI, le Sud face aux délocalisations, Houdiard éditeur, Paris, 2007.

### Définition des économistes selon le Sénat
Le rapport du Sénat Délocalisations : pour un néo-colbertisme européen de l'homme politique Francis Grignon propose la définition suivante.

« Définir les délocalisations soulève de grandes difficultés tant cette notion est polymorphe. A une notion relativement circonscrite s'est substituée aujourd'hui, dans le débat public, une acception beaucoup plus étendue qui en dénature parfois la compréhension. Or, la recherche de solutions efficaces aux difficultés sociales et territoriales qu'elle soulève rend nécessaire que le diagnostic soit fondé sur une analyse claire, exempte d'approximations... La définition des économistes. Au sens le plus strict, la délocalisation consiste à changer de lieu une unité de production : on désigne alors par ce substantif l'ouverture d'une unité productive à l'étranger, concomitante à la fermeture d'une unité locale, sans que soit affectée la destination des biens produits : marché domestique, ce qui implique alors un flux nouveau d'importations, ou marchés étrangers, ce qui diminue les flux d'exportation… Dans une deuxième acception, dérivée de la première, la délocalisation désigne le recours à la sous-traitance proposée par une société étrangère afin de fournir des biens auparavant produits localement. Dans ce cas encore, que l'anglais désigne sous le terme d'« outsourcing » ou de « sourcing », les biens produits à l'étranger sont réimportés sur le marché d'origine où ils ont vocation à être commercialisés, comme substitution aux biens auparavant produits localement… Enfin, certains qualifient aussi de délocalisation la création d'une nouvelle unité de production à l'étranger plutôt que sur le territoire national, sans réduction de l'activité domestique. La situation est dans ce cas plus complexe, selon qu'on considère que l'augmentation des capacités de production aurait pu être assurée localement ou non, pour différentes raisons tenant à la situation géographique des marchés concernés, aux coûts de transports, aux droits de douane ou à diverses contraintes non tarifaires. Dans le premier cas, en effet, l'extension sémantique est encore envisageable puisqu'on peut admettre que la décision d'investissement résulte bien d'une analyse d'opportunité entre territoires, national et étranger, et que le choix de la seconde branche de l'alternative « prive » l'économie domestique d'une capacité productive supplémentaire… Trois significations du mot « délocalisation » désignent donc une forme de substitution de la force productive étrangère à celle nationale, qui ont pour caractéristique commune d'avoir théoriquement une incidence négative directe sur l'emploi national. En effet, l'entreprise arrête de produire dans un pays donné, ou s'abstient d'y augmenter ses capacités de production, afin de fabriquer ou de faire fabriquer dans un autre pays sous forme d'investissement direct ou de sous-traitance. »

— Francis Grignon, Délocalisations : pour un néo-colbertisme européen. Rapport d'information du Sénat français no 374 (2003-2004) fait au nom de la commission des affaires économiques, déposé le 23 juin 2004, § 3

### D’où vient le processus de délocalisation?
La délocalisation est une pratique ancienne, qui consiste à déplacer une unité de production afin de bénéficier d'avantages industriels. La libre circulation des capitaux, et des personnes ont amené un regain de cette pratique.
- pousse les pays, régions et agglomérations à des politiques de redynamisation améliorant leur attractivité économique et incitant à la création de nouvelles activités pour remplacer le « vide » économique ;
- incite à des formes de management très décentralisées, par exemple le système de l'entreprise étendue, permettant de coordonner sans engager de grands capitaux les meilleures sources de produits et de compétences dans les divers points de la planète et d'être par ailleurs présents sur les marchés économiques les plus porteurs ;
- induit, à l'inverse, la tentation du protectionnisme, qui risque d'être contre-productif, en isolant des flux économiques mondiaux et en amenuisant le pouvoir d'achat du fait de l'absence de concurrence qui entraîne des prix internes élevés par manque d'efforts d'amélioration et création de rente de monopoles locaux, diminuant encore davantage la compétitivité.

Il se trouve cependant dans l'histoire de l'après Seconde Guerre mondiale des pays qui ont profité d'un protectionnisme opportuniste comme le Japon ou les dragons de l'Asie (Corée, Taïwan, Hong Kong, Singapour). Dans le cas du Japon, de la Corée et de Taïwan, cette stratégie a permis une hausse particulièrement rapide du niveau de vie de la population.

## Pays et secteurs concernés

### Pays concernés
Les délocalisations concernent deux types de pays :
- les pays subissant les délocalisations (les pays d'origine), qui perdent leurs centres de production, en général les pays industrialisés. C'est le cas de l'Europe Occidentale ou les États-Unis.
- les pays bénéficiant des délocalisations (les pays d'accueil), qui voient s'implanter chez eux de nouveaux centres de production, en général les pays émergents[5]. Il existe plus de 2000 entreprises françaises qui disposent d'un centre d'externalisation au Maroc[6].

Toutefois, la réalité est plus complexe, et l'on voit aussi des pays industrialisés (pays riches) bénéficier des délocalisations. Par exemple, en France avec l'implantation de l'usine Toyota à Valenciennes.
Dans son numéro 22 (hors série), la revue Sciences humaines note que les délocalisations sont, dans la quasi-totalité des cas, effectuées entre pays à niveau de développement similaire. L'exemple français de la fin des années 1990 est très significatif à cet égard. 90 % des investissements français dans le reste du monde sont réalisés dans des pays riches et uniquement 1 % dans d'autres pays comme la Corée du Sud ou Hong Kong.

### Exemples de populations et secteurs concernés
Aux États-Unis, les travaux et de Jagdish Bhagwati (et al) ont souligné que les délocalisations avaient peu de chance de menacer l’emploi.
- Les emplois de services représentent 70 % de l’emploi total dans ce pays (et dans les économies des pays riches en général). Très peu d’entre eux sont susceptibles d’être délocalisés car ils supposent une proximité des producteurs et des consommateurs.
- Beaucoup (surtout les politiques, les professeurs et les milieux non industriels) pensent que les emplois qualifiés ne sont pas encore menacés par la concurrence des pays bon marché du fait du retard de ces pays possédant un faible taux de scolarisation dans les études supérieures. Ce qui s'avère inexact. Par exemple, l'Inde forme un grand nombre d'ingénieurs ainsi que la Chine. De plus en plus de centres de recherche & développement se localisent vers l'Inde et l'Europe centrale (ex. : Valeo, Schneider Electric à Pisek en République tchèque, Faurecia en Inde, etc.). Il est à noter que dans les pays du Maghreb, les opérateurs de productions sont de bac +2 alors qu'en France les opérateurs de production sont en général des personnes n'ayant même pas de CAP. Ce qui accentue l'intérêt des industriels pour délocaliser : trouver une main-d'œuvre moins chère et plus qualifiée, en considérant que niveau de diplôme et de qualification sont deux notions identiques ce qui n'est pas totalement exact.
- Les délocalisations de certaines étapes du processus de production permettent de stimuler la compétitivité des entreprises résidentes, ce qui est source de croissance et d’emploi. Selon ses auteurs ce gain de compétitivité permettrait un gain de croissance d’environ 0,3 % du PIB aux États-Unis. Mais cette source de productivité est souvent anéantie par des temps de travail moins élevés en France (35heure/semaine, et cinq semaines de congés payés) que dans les pays Low Cost (45 heures par semaine, trois semaines de congés payés). De plus un salarié qui va toucher 1500 Euros Net en France va coûter 2 100 euros à l'employeur (cotisations comprises). En allant en Roumanie, le salarié ne coûtera que 400 euros à l'employeur pour le même travail.

En France un rapport du Conseil d'analyse économique daté de la même année (Jean-Hervé Lorenzi et Lionel Fontagne, Désindustrialisation et délocalisations) arrive à des conclusions semblables.
Dans Richesse du monde, pauvreté des nations (1997), Daniel Cohen estime que la population des pays riches mis en concurrence avec les travailleurs de pays pauvres est de l’ordre de 2 ou 3 % seulement. Ce chiffre peut être rapproché d’une étude de l’Insee : sur la période 1995-2001 « ce sont 13 500 emplois industriels qui auraient été « délocalisés » en moyenne chaque année, soit 0,35 % du total de l’emploi industriel. Un peu plus de la moitié des emplois délocalisés l’auraient été à destination des pays développés, notamment des pays limitrophes de la France et des États-Unis. »
Il faut toutefois remarquer que les secteurs d’activités concernés par les délocalisations sont de plus en plus nombreux comme l’atteste celle récente de certains services.
La délocalisation des services est liée à la disponibilité d’importantes infrastructures de communication, conséquence du développement des télécommunications et d’Internet à la fin des années 1990. À la suite de l’informatisation de nombreux services, il a été possible de déplacer le lieu de production des services vers des pays à bas salaires sans que cela n’affecte le client.
L’Inde est la première bénéficiaire de cette tendance car elle dispose d’une importante main-d’œuvre qualifiée et anglophone. Des services d’assistance technique sont par exemple fournis aux clients américains sans que ceux-ci ne connaissent la nationalité de leur interlocuteur. Le développement de l’industrie informatique en Inde, dans la ville de Bangalore par exemple, a été accéléré par l’implantation des grandes entreprises américaines. En France, des sociétés telles que Axa ou la Société générale ont délocalisé leur comptabilité en Inde, British Airways et Swissair leurs activités de réservation…
L'industrie automobile, l'électroménager, la téléphonie, les entreprises de sous-traitances (injection plastique, assemblage…) sont également très touchées par les délocalisations. La politique achat de certains grands donneurs d'ordres obligent leurs sous-traitants à les accompagner dans leur implantation en pays Low Cost (pays à bas coût de main-d'œuvre : pays de l'Europe de l'Est, Afrique du Nord, Inde, Chine, Mexique…).

## Causes
Les causes peuvent être schématiquement résumées autour de quelques problématiques : produire moins cher, vendre sur le marché local, bénéficier de taux de rentabilité élevés des capitaux.

### Produire moins cher
Pour améliorer le résultat final de son entreprise ou d'un de ses sites de production (lors d'une délocalisation totale). (exemple : Salomon a fermé ses sites de production français et réalise 100 % de ses chaussures de ski en Roumanie en les sous-traitant chez le plasturgiste roumain Plastor, mais les prix de vente ne sont pas moins élevés que lorsque celles-ci étaient fabriquées en France). L'un des enjeux est aussi de pouvoir proposer des prix compétitifs par rapport à la concurrence grandissante des produits asiatiques et indiens : jouets, montres, textiles, produits intégrant des fonctions électroniques… et bientôt automobile (ex. : Tatamotors).
- Bénéficier d'une main-d'œuvre moins chère ;
- S'affranchir de toutes les contraintes des pays occidentaux ;
- Bénéficier d'avantages offerts. Certains pays Low Cost, en plus de la main-d'œuvre moins chère, offrent des prestations supplémentaires aux grandes entreprises qui s'implantent. Terrains offerts, construction d'usine financée par les communes, exonérations d'impôts.

### Vendre sur le marché local
Il est intéressant pour une entreprise d'essayer de vendre ses produits dans les pays émergents (autre terme utilisé pour les pays Low Cost).
- Se rapprocher des marchés de consommation ;
- réduire les entraves à l'exportation ;
- S'affranchir de la variation des taux de change.

Ce fut le cas lorsque Renault a créé une nouvelle unité de production en Roumanie pour fabriquer la Dacia Logan. En effet, au départ, il n’était pas prévu de la commercialiser dans les pays d’Europe de l’Ouest. Dans ce cas, on parle de localisation et non de délocalisation. Ceci est également vrai lorsqu’une entreprise s’implante dans un nouveau pays pour produire un nouveau bien.
Pour l'économiste Edouard Barreiro une stratégie de localisation peut se transformer en délocalisation, lorsque les unités de production prévues pour alimenter des marchés locaux, prennent en charge des produits destinés à d’autres zones géographiques. Outre le prix de la main-d’œuvre cette stratégie s’explique par le fait que les infrastructures localisées dans les pays émergents sont plus récentes et donc plus performantes que celles disponibles en Europe de l’Ouest. Dès lors, « Il devient rationnel de déplacer les productions les moins rentables vers ces dernières ». Par conséquent, progressivement, des segments entiers du marché automobile pourraient être délocalisés, « seules les activités à haute valeur ajoutée, comme la R&D, le design ou encore la production de véhicules très haut de gamme, demandant une main-d'œuvre très qualifiée, seraient maintenues dans les pays d'Europe de l'Ouest ».
Dans plusieurs secteurs (automobile, produits électroniques…), la réalisation d'ateliers d'assemblage dans les pays pauvres est considérée comme un moyen efficace de vendre les "pièces détachées" et les "composants" produits dans le pays de l'entreprise de mère. Dans ce cas, contrairement à une idée très répandue, les délocalisations sont créatrices d'emplois dans les pays riches.

### Libre circulation des capitaux
C'est de la libération des mouvements de capitaux, amorcée par l'Acte unique de 1986, que date le déséquilibre écrasant, en Europe, entre le travail et le capital. Tandis que le capital peut circuler à la vitesse de la lumière, le travail reste prisonnier du local. Les marchés financiers prennent une importance chaque jour plus déterminante. Les capitaux, attirés par les taux de rentabilité les plus élevés, dictent leur loi. C'est dans ce choix initial que s'enracine la délocalisation des industries traditionnelles des pays à hauts salaires vers les pays à bas coût. D'autres raisons y contribuent : la poursuite du désarmement tarifaire et contingentaire, l'entrée de la Chine dans l'OMC, sans qu'aient été négociées en parallèle ni clause environnementale ni clause sociale, et l'imposition à l'économie européenne d'un carcan déflationniste à travers la négociation des règles de la monnaie unique.

## Conséquences
Si les conséquences négatives sur les pays subissant les délocalisations sont souvent mises en avant, on en oublie les conséquences positives sur les pays qui bénéficient de ces délocalisations. C'est pourquoi, une compréhension complète de la problématique des délocalisations, exige de voir ce phénomène des deux points de vue.

### Conséquences néfastes de la délocalisation

#### Conséquences sur le plan économique
Au début des années 1990, des rapprochements statistiques ont été effectués entre les chiffres des emplois perdus depuis le début des années 1970 dans l’industrie manufacturière des États-Unis et d’Europe, et les chiffres des emplois créés dans ces mêmes industries en Asie du Sud-Est. La convergence de ces deux statistiques (6,5 millions dans les deux cas) est troublante mais on sait que d’autres facteurs ont influencé la désindustrialisation des pays riches : la robotisation et la tertiarisation de l’économie par exemple.
La délocalisation crée un dumping social déloyal, envers les emplois des pays riches. Des études montrent qu’en réalité, la nature et les causes des délocalisations ne sont pas si simples. En 1997, le National Bureau of Economic Research a publié une enquête consacrée aux grandes firmes américaines mettant en évidence que ces entreprises avaient bien réduit le nombre des emplois intérieurs, mais que les créations d’emplois qu’elles avaient en parallèle opérées à l’étranger avaient davantage profité à d’autres pays riches qu’aux pays pauvres[pas clair].
Il est notable[pas clair] que sur le plan économique les délocalisations permettent :
- D’accroître la compétitivité des entreprises résidentes, notamment en abaissant les coûts de certaines consommations intermédiaires,
- D’abaisser le prix des biens de consommation, ce qui favorise le pouvoir d’achat des ménages. Au début du XIXe siècle, David Ricardo (Essai sur l'influence des bas prix du blé sur les profits du capital, 1815) faisait remarquer que la baisse des prix des céréales permise par leur production à l’étranger permettrait de réduire les coûts salariaux et donc de favoriser l’industrie.[source insuffisante]

#### Conséquences sur le plan social
- Générer des licenciements, et des pertes d'emplois indirects, difficiles à compenser dans les pays présentant des faiblesses compétitives.
- Lorsqu'une entreprise délocalise en pays à bas coût et licencie son personnel, elle s'accompagne souvent également de la suppression d'emplois chez de nombreux sous-traitants directs (fournisseurs de pièces diverses) et indirects (restauration, artisans…). Par exemple, lorsqu'un constructeur automobile délocalise, il ne supprime pas non seulement ses emplois mais il supprime des milliers d'emplois chez ses fournisseurs (les équipementiers que l'on appelle les rang 1 : ex: Valeo, Faurecia…) et les sous-traitants des équipementiers (les rang 2 : entreprises d'injection plastique, de découpage…). Cette situation est d'autant plus difficile lorsque le sous-traitant réalise la majeure partie de son chiffre d'affaires avec le constructeur ; si celui-ci n'arrive pas à trouver de marché de compensation, il risque le dépôt de bilan.

Ces raisons expliquent pourquoi les délocalisations sont souvent mal vécues par les salariés et les sous-traitants des entreprises concernées.
Les conséquences économiques et sociales ne sauraient laisser indifférents les politiques. Elles entrent d'ailleurs de plus en plus en considérations dans leurs politiques économiques et sociales. Elles peuvent notamment :
- Favoriser le regain de protectionnisme. Par exemple, George W. Bush a voté de nombreuses lois protectionnistes afin de protéger certains secteurs d'industrie en déclin, comme l'acier. Juin 2009, les États-Unis envisagent de taxer à 50 % le prix des pneumatiques importés de Chine, afin de sauver l'industrie pneumatique américaine.

#### Conséquences sur le plan environnemental et sanitaire
Certaines délocalisations peuvent avoir des conséquences environnementales et sanitaires graves sur les populations riveraines des lieux de production. C'est le cas de la délocalisation de certaines industries pharmaceutiques occidentales dans le complexe Hyderabad Pharma City lancé en 2018 en Inde, favorisées par une main-d'œuvre bon marché, de faibles taxes, et des règlementations environnementales peu exigeantes. Ces délocalisations massives engendrent une pollution de la rivière Musi, qui serait responsable selon la communauté scientifique d'infections pulmonaires, de fausses couches, de cancers et de malformations dans la population locale. 30 % des médicaments génériques et 40 % des vaccins consommés dans le monde en 2023 sont produits dans ces complexes,.

### Conséquences positives de la délocalisation
Les conséquences sont souvent très positives pour les pays bénéficiant des délocalisations, en particulier les pays émergents. Elles permettent notamment de :
- créer de nouveaux emplois

Par voie de conséquence, ces délocalisations permettent de :
- augmenter le niveau de vie de ces pays. Taïwan qui a bénéficié de nombreuses délocalisations notamment du Japon est devenu par exemple un pays riche ;
- favoriser progressivement la démocratie dans certains pays non démocratiques, ce dernier point est souvent contesté, et la Chine est souvent citée comme un bon contre-exemple.

## Comment lutter contre la délocalisation?
Les pays subissant les délocalisations parlent souvent de solutions à ce qu'ils considèrent comme un problème. C'est par exemple ce que souligne le rapport sous la direction de Francis Grignon du Sénat français, ou encore de très nombreux hommes politiques lorsqu'ils parlent du sujet. Toutefois, les pays qui bénéficient des délocalisations cherchent également des solutions non plus pour limiter, mais bien pour développer ce phénomène. Ces pays comme la Chine ou l'Inde, cherchent à contrer les freins éventuels qui pourraient limiter les délocalisations.

### Solutions pour les pays développés
Les huit questions clés posées dans le filtre Factea[source insuffisante] permettent de structurer et d'analyser de façon exhaustive les solutions possibles pour freiner les délocalisations dans les pays les subissant.
Question clé 1 : proximité du service / produit. Réorienter la consommation vers des produits et services de proximité qui par définition ne peuvent subir les délocalisations. Par exemple, la Grande-Bretagne a renoncé à contrer les délocalisations, les considérant comme une évolution naturelle de l'économie ; elle a réorienté massivement son économie vers les services, notamment de proximité.
Question clé 2 : préférence nationale. Favoriser la préférence nationale.
- Inciter les clients à regarder les étiquettes « Made in » ou à consommer local. Par exemple, l'Espagne a fait une grande campagne publicitaire sur ce thème. Développer le patriotisme économique : « nos emplettes sont nos emplois », slogan lancé en 1993[16],[17]. Cet idéal ne s'applique plus que très peu, à la suite de la forte atténuation du nationalisme. De plus, aujourd'hui, dans le cas de la France par exemple, le « made in France » n'est plus synonyme de production 100 % française (eg. de nombreux donneurs d'ordre encore implantés en France, ne font que de la distribution ou un assemblage final de leur produit sur lesquels ils impriment « fabriqué en France » mais une partie et dans certains cas la totalité des composants sont importés de fournisseurs basés en zone low cost (exemple : dans l'automobile même si certains véhicules sont assemblés en France, beaucoup de composants et de sous-ensembles proviennent de pays low cost).
- Favoriser la consommation locale en mettant en avant la prise en compte du développement durable et donc l'exigence d'un bilan carbone faible du produit consommé. Cet argument peut se retourner dans certaines industries : par exemple le bilan carbone d'une rose produite au Kenya est sept fois inférieur à celui d'une rose produite en Hollande où le recours massif aux serres est très consommateur d'énergie.

Question clé 3 : infrastructures. Développer des infrastructures performantes susceptibles de conserver les entreprises en leur permettant d'améliorer leur compétitivité grâce à ces infrastructures. C'est l'un des enjeux que s'est fixé l'Union européenne. C'est aussi ce que fait la France en développant des pôles de compétitivité.
Question clé 4 : reproductibilité. Favoriser la migration vers de nouveaux produits a priori peu reproductibles. C'est la solution la plus souvent mise en avant par les économistes qui soulignent que c'est l'évolution naturelle pour les pays industrialisés. Sans doute cette solution sous-estime-t-elle la rapidité avec laquelle les pays émergents acquièrent et développent des techniques de pointe.
Question clé 5 : régulation. Mettre en place des barrières permettant de limiter les délocalisations.
- Par exemple, restreindre voire interdire l'importation de certains produits. Cette solution radicale risque de compromettre l'exportation des produits français (ex. : vins, produits de luxe…). Par exemple, l'Europe et la France ont appliqué des quotas dans de nombreux secteurs d'industrie : automobile, textile… D'ailleurs la suppression des quotas sur le textile explique les très fortes délocalisations qui en ont découlé.
- Une autre solution mise en avant serait d'interdire l'importation de produits (low cost ou non) qui ne sont pas fabriqués avec les mêmes normes que l'on impose aux entreprises implantées dans les pays subissant les délocalisations. C'est-à-dire : interdire l'importation de produits qui comportent des matières potentiellement dangereuses, dont les usines de production ne respectent pas les normes environnementales, dont les salariés travaillent dans des conditions non acceptables selon la législation des pays importateurs…
- Conditionner l'aide de l'État à l'absence de délocalisation, comme cela a pu être proposé en France pour le secteur automobile. Toutefois certaines entreprises peuvent contourner cette solution. En effet il suffit de laisser mourir un produit, ou de ne pas renouveler le modèle en fin de vie. Et de développer les nouveaux produits sur son site low cost. L'entreprise finit par fermer et licencier tous ses salariés en France tout en bénéficiant d'aides de l'État, mais on ne considérera pas qu'elle a délocalisé (exemple : l'avenir nous le dira mais, fin 2008, nous parlons peut-être de la fermeture de l'usine Renault de Sandouville, en parallèle nous avons la construction d'usines Renault au Maroc et en Russie pour des nouveaux modèles de véhicules dont une majorité sera destinée au marché européen, mais les chaînes d'assemblage de Sandouville ne seront pas délocalisées).

Question clé 6 : différentiel de coût. Réduire le différentiel de coût de production des produits / services entre les pays subissant et bénéficiant des délocalisations. Tous les pays ont étudié cette problématique et mis en place des mesures très diverses, touchant tous les éléments de la structure de coût : niveau des salaires, cotisations sur les salaires (en France : 44 % de taxe sur le salaire net), avantages sociaux des salariés (congés payés, RTT, arrêt maladie…), taxes diverses (par exemple en France : taxe professionnelle, taxe versement de transport selon les communes…), contraintes diverses (normes de sécurité, procédures environnementales…).
- Concernant en particulier le différentiel de salaire : réduire voire supprimer les cotisations sur les salaires en concurrence avec les pays low cost (constructeurs automobiles, équipementiers, industrie du jouet, du textile, de l'électroménager…). Cette perte de ressources pour les organismes sociaux serait compensée par une réduction du chômage (arrêt des délocalisations) et une relance de l'économie nationale.
- Concernant les coûts de transport : en augmenter leur coût. Cette solution en augmentant le coût global inciterait à produire au plus près du client final. Dans le cas de l'industrie et de l'assembleur final, cette solution fonctionnerait si le donneur d'ordre est encore en dans le pays subissant la délocalisation, mais si celui-ci est basé déjà en zone low cost, alors l'effet risquerait d'être inverse : tous ses fournisseurs devraient le rejoindre et donc délocaliser. Par ailleurs, la question du coût des transports est fondamentale, car s'ils représentent aujourd'hui une relativement faible part de la structure de coût totale, c'est qu'ils sont liés à un pétrole bon marché. Mais avec l'augmentation du prix du pétrole liée a la raréfaction de cette ressource (voir pic pétrolier), les coûts de transports précédemment marginaux deviennent significatifs. Cela pourrait diminuer à terme le différentiel de coût et donc la rentabilité et l'intérêt d'une délocalisation. D'ailleurs, certains économistes considèrent que cela conduira à une relocalisation de certaines industries (celles concernant des produits pondéreux tels que l'outillage) qui ont par le passé migré vers des pays low cost.

Question clé 7 : capacité à délocaliser. Cette question clé s'interroge sur la capacité d'une entreprise à délocaliser le produit / service qu'elle fabrique. Sachant que ce sont surtout les grandes entreprises qui délocalisent, la solution est de favoriser le développement des PME qui sont moins enclines à délocaliser.
Question clé 8 : volonté de délocaliser. Cette question clé s'interroge sur la volonté de délocaliser des dirigeants et / ou actionnaires. En effet, même si une entreprise a tout intérêt à délocaliser sur le plan économique ; elle peut ne pas souhaiter le faire pour d'autres considérations. Par exemple, en France l'État actionnaire peut mettre son veto à une délocalisation.
La lutte contre les délocalisations doit aussi prendre en compte le fait que plus une entreprise est ancrée dans son territoire et plus son nomadisme est restreint. L'ancrage territorial peut être de plusieurs natures : il peut être un ancrage d'innovation, un ancrage idéologique ou un ancrage affectif. Ce dernier est celui qui offre la plus grande perspective de sédentarité.

### Solutions pour les pays en voie de développement
Si les pays subissant les délocalisations souhaitent les limiter, il n'en est pas de même des pays bénéficiant des délocalisations, synonymes pour eux d'enrichissement. C'est pourquoi, ces derniers font tout ce qui est possible pour favoriser ces délocalisations. Les huit questions clés posées dans le filtre Factea[source insuffisante] permettent de structurer et d'analyser de façon exhaustive les solutions possibles pour favoriser les délocalisations et donc l'implantation de nouvelles entreprises.
Question clé 1 : proximité du service / produit. Favoriser la consommation de produits et services délocalisés. Par exemple, créer des marques à forte attractivité. Rendre la fabrication dans leur pays synonyme de qualité.
Question clé 3 : infrastructures. Développer des infrastructures performantes susceptibles d'attirer les entreprises en leur permettant d'améliorer leur compétitivité avec ces infrastructures. C'est l'un des enjeux que s'est fixés l'Inde, qui souffre aujourd'hui encore d'infrastructures insuffisantes.
Question clé 4 : reproductibilité. Favoriser le transfert de technologies par tout moyen. C'est par exemple ce que fait la Chine en conditionnant l'obtention de grands marchés, au transfert de technologies, comme dans le nucléaire.
Question clé 6 : différentiel de coût. Maintenir le différentiel de coût de production des produits / services entre les pays subissant et bénéficiant des délocalisations. Notamment en freinant l'augmentation des salaires ou encore des contraintes environnementales ou autres.
Question clé 7 : capacité à délocaliser. Aider les PME a délocaliser. Par exemple, en leur proposant des modèles économiques attractifs « prêts à l'emploi » (e.g. sur le recyclage de bouteilles plastiques).
Question clé 8 : volonté de délocaliser. Convaincre les dirigeants et actionnaires de délocaliser. À défaut, racheter des entreprises dans les pays subissant les délocalisations. Puis une fois rachetée, délocaliser en continuant à bénéficier de la marque.

## Considérations sur les délocalisations en France

### Quelques faits dans les secteurs industriels et de services français
Dans le secteur industriel, les délocalisations croissent passant de 12 000 emplois détruits depuis 1995 en moyenne annuelle à 15 000 depuis 2000.
Par ailleurs, les délocalisations observées dans les métiers de service, semblent poursuivre des objectifs liés bien plus à des aspects de restructuration et d'optimisation des ressources des entreprises, d'accès à de nouveaux marchés, ou à des ressources humaines indisponibles sur le territoire national, qu'à des considérations de réduction du coût du travail. Les travaux de la Commission des Finances du Sénat ont pu estimer le potentiel de délocalisation de ces métiers de service à 202 000 emplois entre 2006 et 2010.
Dans le secteur automobile français, dont la production de véhicules en France a été divisée par deux entre les années 2000 et 2021, une étude montre qu'une diminution de 1 % du coût du travail ne diminue que de 0,04 % les coûts de productions.
Selon Élie Cohen, économiste français, il ne faut pas confondre les délocalisations avec la désindustrialisation.

#### Une délocalisation conséquence de l'internationalisation
La délocalisation est un choix incontestable des entreprises françaises. Dans l'UE à 25, c'est la Pologne qui reçoit le plus de filiales françaises (153 813 salariés). Les autres pays où les entreprises françaises délocalisent le plus sont : la Tunisie, le Maroc, la Roumanie et la Chine.
Cette délocalisation se traduit le plus souvent par une politique d'implantation de longue date sur les marchés étrangers, tant au niveau des ressources que des débouchés, permettant de renforcer ces entreprises françaises dans le cadre mondial. Les investissements étrangers en France sont de leur côté créateurs d'emploi et renforcent le tissu économique et technologique du pays.